# Debra Fischer
Debra Ann Fischer (Lincoln, Nebraska, EUA, 1 de marzo de 1951)  es una astrónoma estadounidense profesora de la Universidad Yale, que está especializada en la detección y caracterización de exoplanetas, de los cuales ha descubierto 30. Formó parte del equipo que descubrió el primer sistema conocido de múltiples planetas.

## Vida
Se graduó en el año 1975 en la Universidad de Iowa. De 1986 a 1992 trabajó como profesora del Departamento de Física y Astronomía de la Universidad de San Francisco. Completó un master en física en 1992 en la Universidad de San Francisco y se doctoró en astrofísica en 1998 en la Universidad de California en Santa Cruz. De 1998 a 2003 fue investigadora en la Universidad de California en Berkeley, de 2003 a 2009 fue profesora del Departamento de Física y Astronomía en la Universidad de San Francisco, y desde el 2009 es profesora del Departamento de Astronomía de la Universidad de Yale.

## Obra

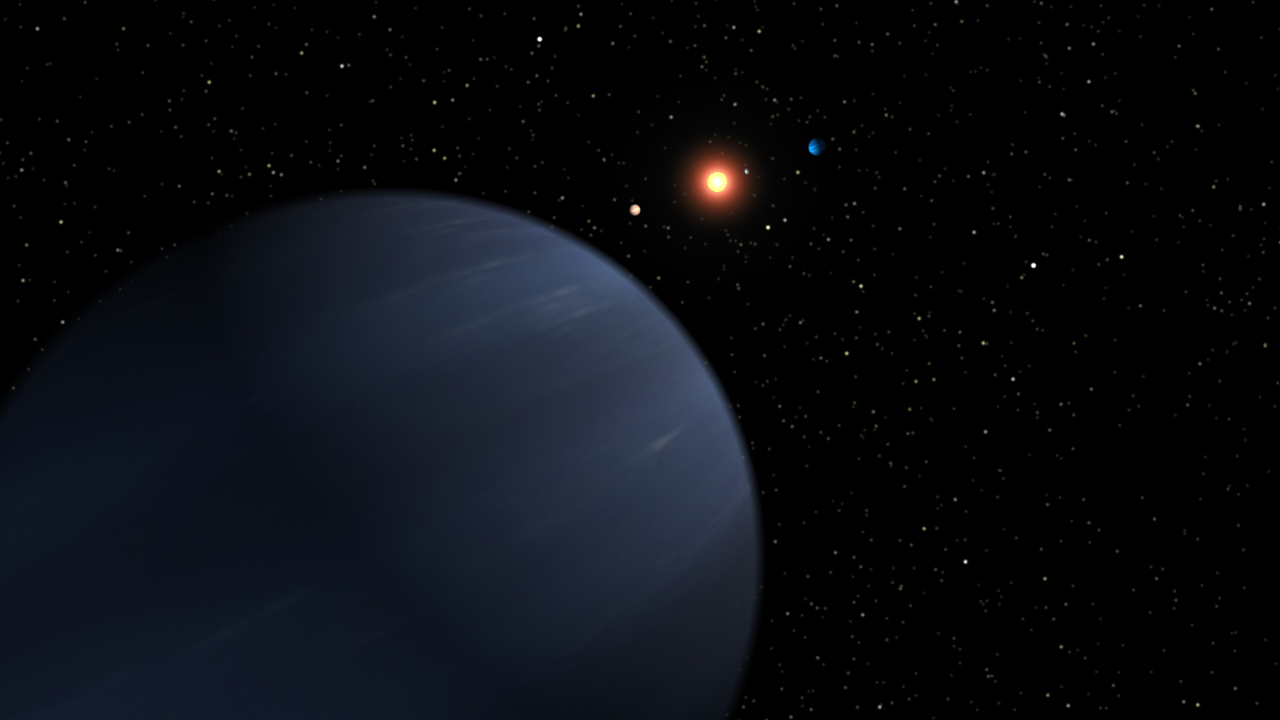
Interpretació artística de l'exoplaneta 55 Cnc b

Una vez doctorada publicó su primer descubrimiento de exoplanetas a partir de mediciones de la velocidad radial de las estrellas mediante efecto Doppler, HD 217107 b y HD 195019 b.
En 2001 publicó el descubrimiento de tres nuevos planetas extrasolares: HD 92788 b, HD 38529 b y HD 12661 b.
En 2002 le siguieron cuatro más, el segundo exoplaneta de la estrella 47 Ursae Maioris, 47 UMa c, y HD 106252 b, HD 136118 b y HD 50554 b.
En 2003 descubrió el exoplaneta HD 40979 b, los HD 12661 c y HD 38529 c en estrellas que ya tenían uno descobierto, y HD 3651 b.
En 2005 descubrió el exoplaneta HD 88133 b,
El 2006 los HD 109749 b y HD 149143 b,
En 2007 los cinco HD 17156 b, HD 170469 b, HD 231701 b, HD 125612 b y HD 11506 b.
En 2008 publicó el descubrimiento del 5º planeta del sistema planetario de laestrella 55 Cancri, el 55 Cnc f.
En 2009 publicó el descubrimiento de cinco nuevos exoplanetas: HD 30562 b, HD 87883 b, HD 148427 b, HD 89307 b y HD 86264 b.
Y en 2012 el sistema planetario de la estrella HIP 57274, constituida por los exoplanetas HIP 57274 b, HIP 57274 c y HIP 57274 d.